# Callitrichaceae
Callitrichaceae é uma família e plantas dicotiledóneas. Ela é composta por 25 espécies, repartidas num único género:
- Callitriche

São plantas herbáceas, aquáticas, anuais, de regiões frias a tropicais.
Esta família não existe na classificação filogenética que inclui o género na família Plantaginaceae.